# Richard Vogts-Umbach
Richard Vogts-Umbach (* 16. Oktober 1906 in Düsseldorf; † 1984 in Lörrach) war ein deutscher  Finanzbeamter, Kunstsammler und Maler.

## Leben
Richard Vogts, Sohn des Düsseldorfer Porträtmalers Richard Vogts und dessen Ehefrau Hanna, geborene Brügelmann (* 1879), studierte Rechtswissenschaften und beschritt eine Beamtenlaufbahn als Verwaltungsjurist in deutschen Finanzbehörden.
1933 trat er in die SA ein und wurde dort Truppführer. 1937 nahm ihn die NSDAP als Mitglied auf. Darüber hinaus wurde er Mitglied im Reichsbund der deutschen Beamten, im NS-Rechtswahrerbund und im Reichsluftschutzbund, wo er jedoch keine Ämter und Ränge bekleidete. Von Mai 1939 bis November 1940 leistete er Militärdienst bei der Wehrmacht. Als Regierungsrat diente er während des Zweiten Weltkriegs im Finanzamt von Mülhausen im Elsass und war von Januar 1941 bis Januar 1943 uk-gestellt. Dann wurde er wieder zum Kriegsdienst eingezogen. Er kam an die Ostfront und geriet in sowjetische Kriegsgefangenschaft, aus der er entfliehen konnte. Nach dem Krieg lebte er als Kunstmaler in Altensteig und wurde im Zuge der Entnazifizierung von einer Spruchkammer des Staatskommissariats für die politische Säuberung im Februar 1949 als „Mitläufer“ eingestuft. Danach setzte er seine Laufbahn als Finanzbeamter fort und wurde Leiter des Lörracher Finanzamtes (1950–1965).
Als Maler schuf er Landschaften und Architekturdarstellungen im Stil des Expressionismus. Bedeutung erlangte er auch als Kunstsammler und Mäzen. Zusammen mit seiner Ehefrau, der Malerin Margarete Cohen-Umbach (1892–1960), die sich 1942 von dem Kunsthistoriker, Kurator und Kunstsammler Walter Cohen hatte scheiden lassen, versteckten sie Cohens zunächst in Düsseldorf eingelagerte Kunstsammlung in der Nähe von Mülhausen im Elsass. Dort verloren sie die Sammlung, als sie Mülhausen überstürzt verlassen mussten. Später versuchten sie, das Lebenswerk Cohens durch Erwerb von Werken von Künstlern, die Cohen gesammelt hatte, zu rekonstruieren. Die so entstandene Sammlung, darunter 200 expressionistische Druckgrafiken von Künstlern wie Max Beckmann, Wassily Kandinsky, Otto Dix, Käthe Kollwitz und Erich Heckel, sowie das Werk seiner Ehefrau und sein eigenes Œuvre vermachte er dem Museum am Burghof.